# Кам'янка (притока Росі)
Ка́м'янка — річка в Україні, в межах Андрушівського і Попільнянського районів Житомирської області та Фастівського, Васильківського і Білоцерківського районів Київської області. Ліва притока Росі (басейн Дніпра).

## Опис
Довжина річки 105 км (в межах Київської області — 42 км), площа басейну 800 км². Долина трапецієподібна завширшки до 2 км, завглибшки до 30 м. Річище звивисте, завширшки до 10 м. У місцях, де Кам'янка перетинає кристалічні породи, є порожисті ділянки. Похил річки 0,79 м/км. Споруджено близько 30 ставків для потреб рільництва і рибництва. Річище на окремих ділянках відрегульоване. Середня витрата води у гирлі Кам'янки становить 1,69 м³/с. 

## Розташування

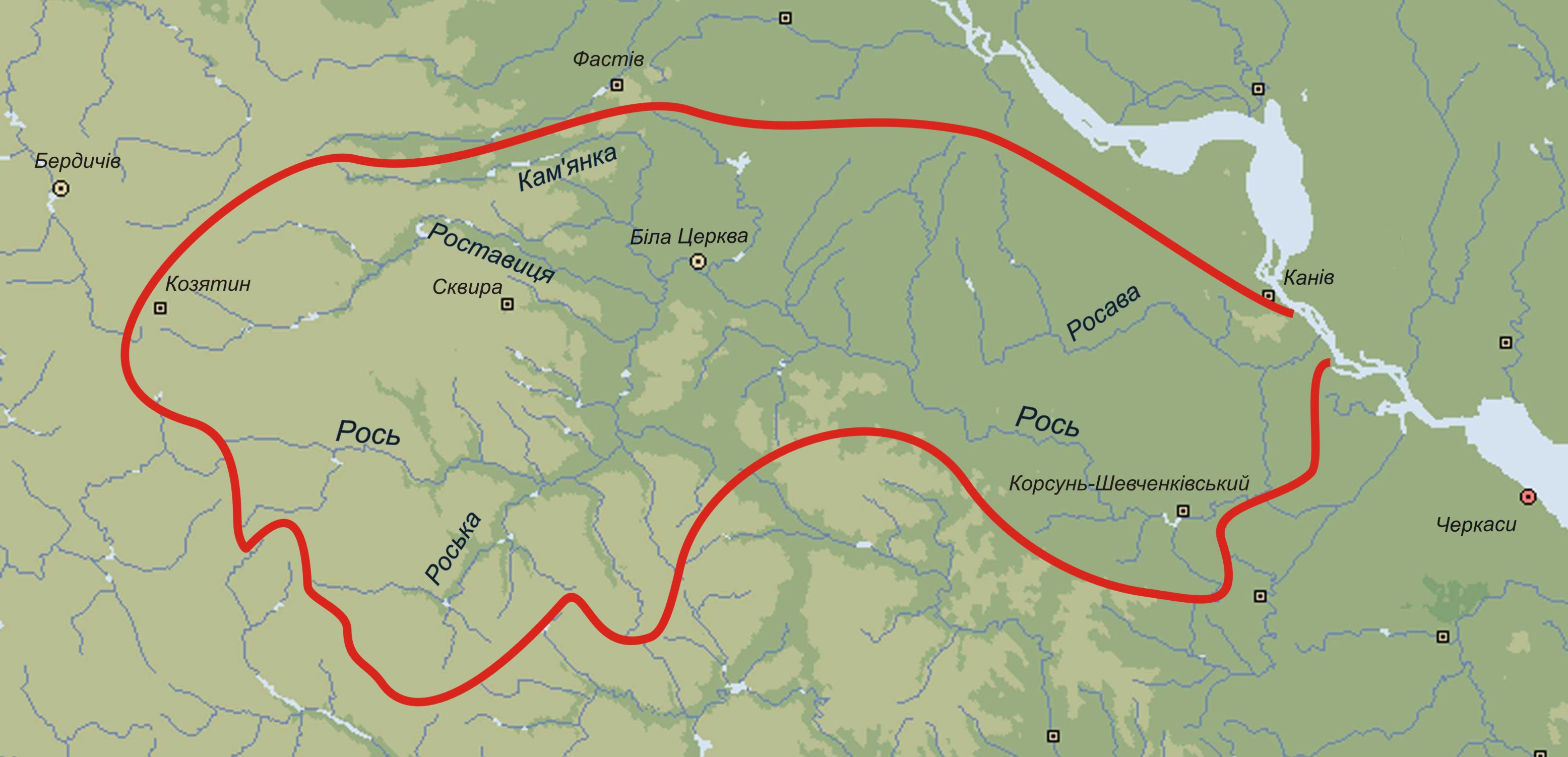
Розташування на карті у басейні річки Рось

Бере початок між селами Лебединці та Бровки Перші. Тече переважно на схід та північний схід, у середній течії повертає на південь, а перед впадінням до Росі — на південний схід. Гирло розташоване в селі Чмирівки, що неподалік (на південний захід) від Білої Церкви. 
Найбільша притока: Субодь (права). 
Кам'янка тече через такі села:
- Київська область: Фурси,Пищики, Безугляки, Дрозди, Мазепинці,  Устимівка, Ковалівка, Паляничинці, Пилипівка, Королівка, Триліси і також смт Кожанка;
- Житомирська область: Почуйки, Саверці, Парипси, Кам'янка,Ставище (Попільнянський район),Харліївка, Василівка, Ярешки та Бровки Перші.